# Eliminatórias da Copa do Mundo de Futebol Feminino de 2015
As eliminatórias da Copa do Mundo de Futebol Feminino de 2015 determinou a classificação de 24 equipes para a máxima competição de futebol feminino. Todas as confederações afiliadas à Federação Internacional de Futebol (FIFA) organizaram torneios de acordo com critérios de cada região.
As disputas iniciaram-se durante o ano de 2013 e foram concluídas em 2014. A distribuição das vagas se deu da seguinte maneira:
- Europa (UEFA): 8 vagas
- África (CAF): 3 vagas
- América do Sul (CONMEBOL): 2,1 vagas (incluindo o Equador, que se qualificou-se na repescagem contra uma equipe da CONCACAF).
- Ásia (AFC): 5 vagas
- América do Norte, Central e Caribe (CONCACAF): 3,1 vagas (incluindo a Canadá, classificada automaticamente como anfitriã)
- Oceania (OFC): 1 vaga

Ao final do processo eliminatório por confederação, mais uma vaga esteve disponível através de uma repescagem intercontinental entre CONMEBOL e CONCACAF.

## Seleções qualificadas
As seguintes seleções apuraram-se para o torneio:
| Confederação                    | Seleção         | Classificada como                          | Data da classificaçao | Aparições | Aparições consecutivas | Última aparição | Melhor resultado               |
| ------------------------------- | --------------- | ------------------------------------------ | --------------------- | --------- | ---------------------- | --------------- | ------------------------------ |
| AFC (5 vagas)                   | Japão           | Campeã da Copa da Ásia Feminina de 2014    | 25 de maio 2014       | 7ª        | 7                      | 2011            | Campeãs (2011)                 |
| AFC (5 vagas)                   | Austrália       | Vice-campeã da Copa da Ásia Feminina 2014  | 25 de maio 2014       | 6ª        | 6                      | 2011            | Quartas-de-final (2007 e 2011) |
| AFC (5 vagas)                   | China           | 3ª colocada da Copa da Ásia Feminina 2014  | 25 de maio 2014       | 6ª        | 1                      | 2007            | Vice-campeãs (1999)            |
| AFC (5 vagas)                   | Coreia do Sul   | 4ª colocada da Copa da Ásia Feminina 2014  | 25 de maio 2014       | 2ª        | 1                      | 2003            | Fase de grupos (2003)          |
| AFC (5 vagas)                   | Tailândia       | 5ª colocada da Copa da Ásia Feminina 2014  | 21 de maio 2014       | 1ª        | -                      | -               | Estreante                      |
| CAF (3 vagas)                   | Nigéria         | Campeã do Africano Feminino de 2014        | 25 de outubro 2014    | 7ª        | 7                      | 2011            | Quartas de final (1999)        |
| CAF (3 vagas)                   | Camarões        | Vice-campeã do Africano Feminino 2014      | 25 de outubro 2014    | 1ª        | -                      | -               | Estreante                      |
| CAF (3 vagas)                   | Costa do Marfim | 3ª colocada do Africano Feminino 2014      | 25 de outubro 2014    | 1ª        | -                      | -               | Estreante                      |
| CONCACAF (3 vagas + país sede)  | Canadá          | País-sede                                  | 03 de março 2011      | 6ª        | 6                      | 2011            | 4º lugar (2003)                |
| CONCACAF (3 vagas + país sede)  | Estados Unidos  | Campeã da Copa Ouro Feminina de 2014       | 26 de outubro 2014    | 7ª        | 7                      | 2011            | Campeãs (1991 e 1999)          |
| CONCACAF (3 vagas + país sede)  | Costa Rica      | Vice-campeã da Copa Ouro Feminina 2014     | 26 de outubro 2014    | 1ª        | -                      | -               | Estreante                      |
| CONCACAF (3 vagas + país sede)  | México          | 3ª colocada da Copa Ouro Feminina 2014     | 26 de outubro 2014    | 3ª        | 1                      | 2011            | Fase de grupos (1999 e 2011)   |
| CONMEBOL (2 vagas + repescagem) | Brasil          | Campeã do Sul-Americano Feminino de 2014   | 28 de setembro 2014   | 7ª        | 7                      | 2011            | Vice-campeãs (2007)            |
| CONMEBOL (2 vagas + repescagem) | Colômbia        | Vice-campeã do Sul-Americano Feminino 2014 | 28 de setembro 2014   | 2ª        | 2                      | 2011            | Fase de grupos (2011)          |
| CONMEBOL (2 vagas + repescagem) | Equador†        | Vencedor da repescagem contra CONCACAF     | 02 de dezembro 2014   | 1ª        | -                      | -               | Estreante                      |
| OFC (1 vaga)                    | Nova Zelândia   | Campeã do Campeonato da Oceania 2014       | 23 de março 2013      | 4ª        | 3                      | 2011            | Fase de grupos (2011)          |
| UEFA (8 vagas)                  | Alemanha        | Vencedora dos play-offs da UEFA            | 17 de setembro 2014   | 7ª        | 7                      | 2011            | Campeãs (2003 e 2007)          |
| UEFA (8 vagas)                  | Espanha         | Vencedora dos play-offs da UEFA            | 17 de setembro 2014   | 1ª        | -                      | -               | Estreante                      |
| UEFA (8 vagas)                  | Suíça           | Vencedora dos play-offs da UEFA            | 17 de setembro 2014   | 1ª        | -                      | -               | Estreante                      |
| UEFA (8 vagas)                  | Suécia          | Vencedora dos play-offs da UEFA            | 17 de setembro 2014   | 7ª        | 7                      | 2011            | Vice-campeãs (2003)            |
| UEFA (8 vagas)                  | Noruega         | Vencedora dos play-offs da UEFA            | 17 de setembro 2014   | 7ª        | 7                      | 2011            | Campeãs (1995)                 |
| UEFA (8 vagas)                  | Inglaterra      | Vencedora dos play-offs da UEFA            | 17 de setembro 2014   | 4ª        | 3                      | 2011            | Quartas de final (2007 e 2011) |
| UEFA (8 vagas)                  | França          | Vencedora dos play-offs da UEFA            | 17 de setembro 2014   | 3ª        | 2                      | 2011            | 4º lugar (2011)                |
| UEFA (8 vagas)                  | Países Baixos   | Vencedora dos play-offs da UEFA            | 27 de novembro 2014   | 1ª        | -                      | -               | Estreante                      |

† - qualificou-se na repescagem contra uma equipe da CONCACAF (Trinidad e Tobago).

## Eliminatórias

### África (CAF)
Tal como nas eliminatórias para o torneio anterior, o Campeonato Africano de Futebol Feminino serviu como torneio de qualificação para o Mundial de 2015. A fase final do campeonato foi realizada entre 22 de outubro e 25 de outubro de 2014 na Namíbia.
Oito equipes competiram na Campeonato Africano de Futebol Feminino de 2014 na Namíbia. Antes foi disputada uma qualificação que consistiu de duas fases de mata-mata em jogos de ida e volta. A fase preliminar foi realizada em fevereiro de 2014, com os vencedores avançando para a última rodada de qualificação, que se realizou em maio e junho de 2014.
As sete vencedoras desta etapa avançaram para a final continental, juntamente com a anfitriã Namíbia. A fase final foi composta de dois grupos de quatro equipes. As duas primeiras colocadas de cada grupo avançaram para as semifinais, com o vencedor de cada semifinal e o terceiro lugar qualificando-se para Copa do Mundo no Canadá.
Fase final
|  | Semifinais      | Semifinais      |   |                 | Final           | Final |  |
|  |                 |                 |   |                 |                 |       |  |
|  | 22 de outubro – |                 |   |                 |                 |       |  |
|  | Nigéria         | 2               |   |                 |                 |       |  |
|  | África do Sul   | 1               |   |                 |                 |       |  |
|  |                 |                 |   |                 |                 |       |  |
|  |                 |                 |   |                 | 25 de outubro – |       |  |
|  |                 |                 |   |                 | Nigéria         | 2     |  |
|  |                 | Camarões        | 0 |                 |                 |       |  |
|  |                 |                 |   |                 |                 |       |  |
|  |                 |                 |   |                 |                 |       |  |
|  |                 |                 |   |                 | Terceiro lugar  |       |  |
|  | 22 de outubro – | 22 de outubro – |   | 25 de outubro – | 25 de outubro – |       |  |
|  | Camarões (pro)  | 2               |   | África do Sul   | 0               |       |  |
|  | Costa do Marfim | 1               |   |                 | Costa do Marfim | 1     |  |

### América do Norte, Central e Caribe (CONCACAF)
Como na última Copa do Mundo, a Copa Ouro Feminina serviu como torneio de qualificação da região para a edição de 2015 do Mundial. Estados Unidos, Costa Rica e México tiveram presença garantida no torneio, às quais se juntaram três equipes da zona do Caribe e duas da América Central.
No total oito equipes participaram da Copa Ouro, disputada em PPL Park, em Chester (Pensilvânia), entre 15 de outubro e 26 de outubro de 2014. O torneio foi composto de dois grupos de quatro equipes, na primeira fase. As duas primeiras colocadas de cada grupo avançaram para as semifinais, com o vencedor de cada semifinal qualificando-se para Copa do Mundo do Canadá. As perdedoras das semifinais disputaram o terceiro lugar, o vencedor classifica-se automaticamente, e a perdedora fica garantindo o direito de disputar a repescagem intercontinental por uma última vaga na Copa do Mundo.
Fase Final
|  | Semifinais               | Semifinais               |   |                          | Final                    | Final |  |
|  |                          |                          |   |                          |                          |       |  |
|  | 24 de outubro – PPL Park |                          |   |                          |                          |       |  |
|  | Estados Unidos           | 3                        |   |                          |                          |       |  |
|  | México                   | 0                        |   |                          |                          |       |  |
|  |                          |                          |   |                          |                          |       |  |
|  |                          |                          |   |                          | 26 de outubro – PPL Park |       |  |
|  |                          |                          |   |                          | Estados Unidos           | 6     |  |
|  |                          | Costa Rica               | 0 |                          |                          |       |  |
|  |                          |                          |   |                          |                          |       |  |
|  |                          |                          |   |                          |                          |       |  |
|  |                          |                          |   |                          | Terceiro lugar           |       |  |
|  | 24 de outubro – PPL Park | 24 de outubro – PPL Park |   | 26 de outubro – PPL Park | 26 de outubro – PPL Park |       |  |
|  | Costa Rica (pen)         | 1(3)                     |   | México (pro)             | 4                        |       |  |
|  | Trinidad e Tobago        | 1(0)                     |   |                          | Trinidad e Tobago        | 2     |  |

### América do Sul (CONMEBOL)
À semelhança do que aconteceu nas eliminatórias para a Copa do Mundo anterior, o Campeonato Sul-Americano de Futebol Feminino foi usado para determinar a qualificação para o Mundial de 2015. O campeonato foi realizado entre 11 e 28 de setembro de 2014, no Equador.
Todas as dez equipes que compõem a CONMEBOL participaram do torneio. Elas foram divididas em dois grupos com cinco equipes cada, na primeira fase, classificando para a fase final as duas melhores de cada grupo. As quatro equipes restantes integraram um grupo final, classificando as duas melhores seleções para a Copa do Mundo.
Fase final
| Seleção   | Pts | Jogos |
| --------- | --- | ----- |
| Brasil    | 7   | 3     |
| Colômbia  | 5   | 3     |
| Equador   | 3   | 3     |
| Argentina | 1   | 3     |

### Europa (UEFA)
A qualificação das oitos seleções europeia para Mundial compreende em duas fases de grupos e um "play-off". a Rodada preliminar As oito nações pior classificadas no ranking são sorteadas em dois mini-torneios de quatro equipes, disputados de 4 a 9 de Abril de 2013. Cada mini-torneio é organizado por um dos países e as equipas defrontam-se uma vez, passando à fase seguinte os vencedores do agrupamento e os segundos classificados. Na Fase de grupos Essas quatro formações juntam-se aos restantes 38 participantes em sete grupos de seis países no sorteio agendado para 16 de Abril de 2013 e cujos jogos decorrem de 20/21 de Setembro de 2013 a 17 de Setembro de 2014, no sistema casa e fora. Os sete vencedores dos grupos qualificam-se para a fase final. Os quatro segundos classificados com melhor registo contra as equipes posicionadas no primeiro, terceiro, quarto e quinto lugares nos respectivos agrupamentos apuram-se para o "play-off", de modo a definir as equipes da UEFA qualificadas para o Canadá.
Fase de grupos
|  | Equipes qualificadas para a Copa do Mundo Feminino de 2015 |
|  | Equipes segundas melhores qualificadas para play-off       |

| Grupo 1    | Grupo 1 | Grupo 1 |
| Seleção    | Pts     | Jogos   |
| ---------- | ------- | ------- |
| Alemanha   | 30      | 10      |
| Rússia     | 22      | 10      |
| Irlanda    | 17      | 10      |
| Croácia    | 8       | 10      |
| Eslovênia  | 6       | 10      |
| Eslováquia | 4       | 10      |

| Grupo 2            | Grupo 2 | Grupo 2 |
| Seleção            | Pts     | Jogos   |
| ------------------ | ------- | ------- |
| Espanha            | 28      | 10      |
| Itália             | 25      | 10      |
| Roménia            | 14      | 10      |
| República Checa    | 14      | 10      |
| Estónia            | 4       | 10      |
| Macedônia do Norte | 1       | 10      |

| Grupo 3   | Grupo 3 | Grupo 3 |
| Seleção   | Pts     | Jogos   |
| --------- | ------- | ------- |
| Suíça     | 28      | 10      |
| Islândia  | 19      | 10      |
| Dinamarca | 18      | 10      |
| Israel    | 12      | 10      |
| Sérvia    | 10      | 10      |
| Malta     | 0       | 10      |

| Grupo 4              | Grupo 4 | Grupo 4 |
| Seleção              | Pts     | Jogos   |
| -------------------- | ------- | ------- |
| Suécia               | 30      | 10      |
| Escócia              | 24      | 10      |
| Polônia              | 16      | 10      |
| Bósnia e Herzegovina | 9       | 10      |
| Irlanda do Norte     | 5       | 10      |
| Ilhas Faroé          | 2       | 10      |

| Grupo 5       | Grupo 5 | Grupo 5 |
| Seleção       | Pts     | Jogos   |
| ------------- | ------- | ------- |
| Noruega       | 27      | 10      |
| Países Baixos | 25      | 10      |
| Bélgica       | 19      | 10      |
| Portugal      | 12      | 10      |
| Grécia        | 3       | 10      |
| Albânia       | 3       | 10      |

| Grupo 6       | Grupo 6 | Grupo 6 |
| Seleção       | Pts     | Jogos   |
| ------------- | ------- | ------- |
| Inglaterra    | 30      | 10      |
| Ucrânia       | 22      | 10      |
| País de Gales | 19      | 10      |
| Turquia       | 12      | 10      |
| Bielorrússia  | 6       | 10      |
| Montenegro    | 0       | 10      |

| Grupo 7     | Grupo 7 | Grupo 7 |
| Seleção     | Pts     | Jogos   |
| ----------- | ------- | ------- |
| França      | 30      | 10      |
| Finlândia   | 21      | 10      |
| Áustria     | 21      | 10      |
| Hungria     | 12      | 10      |
| Cazaquistão | 4       | 10      |
| Bulgária    | 1       | 10      |

Play-offs
Os dois participantes com melhor coeficiente serão sorteados contras as outras duas equipas na primeira eliminatória, realizada em dois jogos no 25/26 e 29/30 de Outubro de 2014. Os vencedores destes encontros defrontam-se depois a 22/23 e 26/27 de Novembro de 2014, de modo a decidir quem garante ultima vaga para o Mundial.
|  | Play-off      | Play-off | Play-off | Play-off |   |               | Play-off final | Play-off final | Play-off final | Play-off final |
|  |               |          |          |          |   |               |                |                |                |                |
|  | Itália        | 2        | 2        | 4        |   |               |                |                |                |                |
|  | Ucrânia       | 1        | 2        | 3        |   |               |                |                |                |                |
|  | Ucrânia       | 1        | 2        | 3        |   | Países Baixos | 1              | 2              | 3              |                |
|  |               |          |          |          |   | Países Baixos | 1              | 2              | 3              |                |
|  |               | Itália   | 1        | 1        | 2 |               |                |                |                |                |
|  | Escócia       | Itália   | 1        | 1        | 2 | 1             | 0              | 1              |                |                |
|  | Escócia       |          |          |          |   | 1             | 0              | 1              |                |                |
|  | Países Baixos | 2        | 2        | 4        |   |               |                |                |                |                |

### Repescagem intercontinental
A última vaga para a Copa do Mundo foi definida através de uma repescagem entre equipes de confederações diferentes que não obtiveram a qualificação direta através de suas respectivas zonas. A seleção que finalizou em terceiro lugar no Campeonato Sul-Americano de Futebol Feminino da CONMEBOL enfrentou a seleção que ficou em quarto lugar na Copa Ouro Feminina da CONCACAF. As partidas foram disputadas entre 8 de novembro e 2 de dezembro de 2014.
| Equipe 1 | Total | Equipe 2          | Ida | Volta |
| -------- | ----- | ----------------- | --- | ----- |
| Equador  | 1–0   | Trinidad e Tobago | 0–0 | 1–0   |